# Lucasfilm
Lucasfilm Ltd. LLC este o companie de producție de film și televiziune fondată de cineastul George Lucas în 1971 în San Rafael, California, însă majoritatea operațiunilor companiei au fost relocate în San Francisco în 2005. Este o subsidiară a Walt Disney Studios din 2012 și este cunoscută cel mai bine ca creatoarea și producătoarea francizelor Războiul stelelor și Indiana Jones, și de asemenea pentru conducerea sa în dezvoltarea de efecte speciale sunete și animație pe computer pentru filme.
Filmele companiei Războiul stelelor - Episodul I: Amenințarea fantomei (1999), Războiul stelelor: Trezirea Forței (2015), Rogue One: O poveste Star Wars (2016), Războiul stelelor: Ultimii Jedi (2017) și Războiul stelelor: Ascensiunea lui Skywalker (2019) sunt toate printre cele 50 de filme cu cele mai mari încasări din toate timpurile, cu Trezirea Forței devenind filmul cu cele mai mari încasări în Statele Unite și Canada. Pe 30 octombrie 2012, Disney a achiziționat Lucasfilm pentru 4 05 miliarde de $ în formă de cash și stoc cu 1 855 miliarde de $ în stoc.

## Structura companiei
- Industrial Light & Magic
  - Lucas Studio
  - ILM Vancouver, ILM London, ILM Mumbai, ILM Sydney
  - ILM Immersive
- Skywalker Sound
- Lucasfilm Games
- Lucasfilm Animation
- Lucas Licensing
  - Lucas Books
- Lucasfilm Story Group

### Foste companii
- Pixar Animation Studios
- THX
- Kerner Optical
- Lucas Learning
- Lucas Online

## Filme
- American Graffiti (1973)
- Războiul stelelor (1977)
- Mai mult American Graffiti (1979)
- Imperiul contraatacă (1980)
- Indiana Jones și căutătorii arcei pierdute (1981)
- Întoarcerea lui Jedi (1983)
- Twice Upon a Time (1983)
- Indiana Jones și templul morții (1984)
- Latino (1985)
- Mishima: A Life in Four Chapters (1985)
- Labirintul (1986)
- Howard T Duck (1986)
- Willow (1987)
- Tucker: Omul și visul său (1987)
- Indiana Jones și ultima cruciadă (1989)
- Crime pe unde radio (1994)
- Războiul stelelor - Episodul I: Amenințarea fantomei (1999)
- Războiul stelelor - Episodul II: Atacul clonelor (2002)
- Războiul stelelor - Episodul III: Răzbunarea Sith (2005)
- Indiana Jones și regatul craniului de cristal (2008)
- Războiul stelelor: Războiul clonelor (2008)
- Escadronul de foc (2012)
- Magie stranie (2015)
- Războiul stelelor: Trezirea Forței (2015)
- Rogue One: O poveste Star Wars (2016)
- Războiul stelelor: Ultimii Jedi (2017)
- Solo: O poveste Star Wars (2018)
- Războiul stelelor: Ascensiunea lui Skywalker (2019)
- Indiana Jones și cadranul destinului (2023)
- The Mandalorian & Grogu (2026)

## Seriale

### Seriale live action
- Maniac Mansion (1990–1993)
- Aventurile tânărului Indiana Jones (1992–1993)
- The Mandalorian (2019–prezent)
- Cartea lui Boba Fett (2021–2022)
- Obi-Wan Kenobi (2022)
- Andor (2022–prezent)
- Willow (2022–2023)
- Ahsoka (2023–prezent)
- The Acolyte (2024)
- Star Wars: Skeleton Crew (2024–prezent)

### Seriale de animație
- Star Wars: Droids (1985–1986)
- Star Wars: Ewoks (1985–1986)
- Războiul stelelor: Războiul clonelor (2003–2005)
- Războiul stelelor: Războiul clonelor (2008–2020)
- Lego Războiul stelelor: Cronicile Yoda (2013–2014)
- Războiul stelelor: Rebelii (2014–2018)
- Star Wars Blips (2017)
- Războiul stelelor: Forțe ale destinului (2017–2018)
- Războiul stelelor: Rezistența (2018–2020)
- Star Wars Galaxy of Adventures (2018–2020)
- Star Wars Roll Out (2019–2020)
- Războiul stelelor: Lotul Indezirabil (2021–2024)
- Războiul stelelor: Viziuni (2021–prezent)
- Războiul stelelor: Povești (2022–prezent)
- Războiul Stelelor: Aventurile Tinerilor Jedi (2023–prezent)

#### Seriale de animație Lego
- Lego Războiul stelelor: Cronicile Yoda (2013–2014)
- Lego Războiul stelelor: Poveștile droidului (2015)
- Lego Star Wars: The Resistance Rises (2016)
- Lego Războiul stelelor: Aventurile familiei Freemaker (2016–2017)
- Lego Star Wars: All-Stars (2018)
- Lego Star Wars: Rebuild the Galaxy (2024)

## Francize
- American Graffiti (1973–1979)
- Războiul stelelor (1977–prezent)
- Indiana Jones (1981–prezent)
- Willow (1987–2023)